# Nicola Sánchez de Luna
Nicola Sánchez de Luna (Napoli, 9 agosto 1725 – Nola, 23 aprile 1768) è stato un arcivescovo cattolico italiano.

## Biografia
Nato a Napoli, era figlio di don Gabriele Sánchez de Luna, primo duca di Gagliato, e di sua moglie Beatrice d'Anna. Il 20 settembre 1738 fu promosso all'ordine del presbiterato e il 20 settembre 1738 ottenne il titolo di dottore in utroque iure dall'università di Napoli.
Eletto arcivescovo di Chieti, fu consacrato a Roma dal cardinale Giuseppe Spinelli il 25 luglio 1755; il 27 luglio successivo fu nominato assistente al soglio pontificio e il 4 agosto ricevette il pallio dei metropoliti.
Il 9 aprile 1764 fu trasferito alla sede vescovile di Nola, ma conservò il titolo di arcivescovo.

## Genealogia episcopale
La genealogia episcopale è:
- Cardinale Scipione Rebiba
- Cardinale Giulio Antonio Santori
- Cardinale Girolamo Bernerio, O.P.
- Arcivescovo Galeazzo Sanvitale
- Cardinale Ludovico Ludovisi
- Cardinale Luigi Caetani
- Cardinale Ulderico Carpegna
- Cardinale Paluzzo Paluzzi Altieri degli Albertoni
- Cardinale Gaspare Carpegna
- Cardinale Fabrizio Paolucci
- Cardinale Giorgio Spinola
- Cardinale Thomas Philip Wallrad d'Alsace-Boussut de Chimay
- Cardinale Giuseppe Spinelli
- Arcivescovo Nicola Sánchez de Luna